# 莫克良卡 (克拉斯諾赫拉德區)
49°37′52″N 35°32′25″E / 49.63111°N 35.54028°E
莫克良卡（烏克蘭語：Мокрянка）是位於烏克蘭東部的村莊，由哈爾科夫州别列斯京区的克拉斯諾赫拉德市鎮負責管轄。該村始建於1914年，面積1.46平方公里，海拔高度122米，2001年人口62，人口密度每平方公里42.5人。